# 星のカービィ
『星のカービィ』（ほしのカービィ、英題: Kirby's Dream Land）は、1992年4月27日に任天堂より発売されたゲームボーイ用の横スクロールアクションゲーム。開発元はハル研究所（表記は「HAL研究所」）。

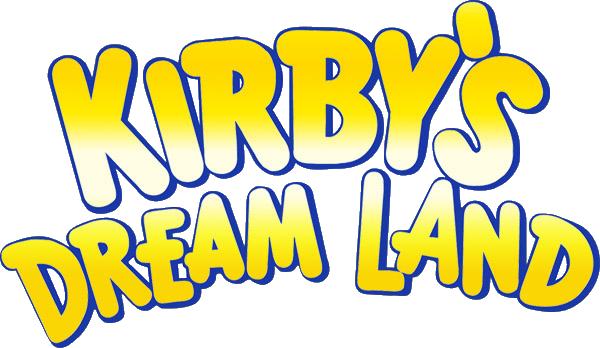
海外版のタイトル

## 概要
丸い体に手足がついたキャラクター「カービィ」を操作するアクションゲーム『星のカービィ』シリーズの第1作目。カービィは敵などを吸い込む能力と空を飛ぶ能力を持っており、これらを駆使してステージクリアを目指す。なお、敵を吸い込むことで新たな力を得るというシリーズ定番の「コピー能力」は本作には無い。登場するのは次回作の『星のカービィ 夢の泉の物語』からである。
発売当時放映されたCMは、少年が絵描き歌を歌いながらカービィを描き終えると、絵の中のカービィが少年を吸い込み、次のシーンでは吐き出された少年が星にはまってカービィの名前を叫ぶ、という内容であった。
後に発売された『星のカービィ スーパーデラックス』と『星のカービィ ウルトラスーパーデラックス』の中で、本作のリメイク版が「はるかぜとともに」のタイトルで収録されている。ただし、一部のステージ構成が異なっていたり一部のアイテムがなくなっていたりするなど、原作といくつかの違いがある。
また、『星のカービィ 夢の泉の物語』およびそのリメイク版『星のカービィ 夢の泉デラックス』の最終ステージは、本作のステージを繋ぎ合わせた構成になっている。

## ストーリー
とある小さな星の小さな国「プププランド」。この国に住むひとたちは、あきれかえるほどの平和な日々を送っていた。しかしある日の夜、「デデデ山」に城を構える「デデデ大王」が手下を連れて現れ、国中のあらゆる食べ物と、国に伝わる秘宝「きらきらぼし」を奪い去ってしまった。
国のひとびとは宝を奪われた悲しみに暮れ、同時に今後の食べ物のことを考え困っていた。そうした中、旅を続けるひとりの若者がプププランドを訪れた。悩めるひとびとの声を聞いたその若者・カービィは、秘宝と食べ物を取り戻すため、デデデ山へと向かった。

## 敵キャラクター

### 一般の敵キャラクター
高難度のエクストラモード（以下、「エクストラ」と表記）では各敵の能力が強化され、一部の敵は別キャラクターに置き換わる。以下の敵で名前が併記されているものは、右側がエクストラでのキャラクター。
ワドルディ
全ステージに登場。積極的な攻撃は行わない。ただ歩くだけの個体のほか、高速で移動する者、パラソルを掴んで落下してくる者もいる。エクストラではジャンプする個体もいる。
ブロントバート / クーザー
全ステージに登場。丸い体に羽が生えた敵。ジグザグに飛行する者と突進してくる者がいる。
エクストラのクーザーは不規則な動きをし、ぶつかると2ダメージを受ける。
ポピーブロスJr.
ステージ1のみに登場。リンゴや後述のグリゾーの背中に乗っている。
ツイジー / トゥーキー
ステージ1のみに登場。ヒヨコのような姿。カービィが近づくと飛ぶ。
エクストラのトゥーキーはニワトリのような姿。ツイジーよりも活発に動く。ぶつかると2ダメージを受ける。
キャピィ / ブロッパー
ステージ1のみに登場。キノコのような姿。吸い込むとキノコの傘が取れて中身が現れる。
エクストラのブロッパーはケーキの中に身を隠す生物。周囲にクリームをばらまく個体もいる。ケーキ状態のときにぶつかると2ダメージを受ける。
グリゾー
ステージ1のみに登場。大型の熊のような敵。触れると3ダメージを受ける。エクストラでは動きが速くなる。
ワドルドゥ
ステージ2から登場。ワドルディを一つ目にしたような姿。基本的に歩いているだけだが中にはビームを放つ者もいる。
ゴルドー
ステージ2から登場。とげの生えたウニのような姿の生き物。いかなる攻撃も効かない。ぶつかると3ダメージを受ける。ステージ5の各コースの最後にあるボスへの扉を塞いでいる者のみ、触れた時点でミスになる。エクストラではより多く配置されている。
シャッツォ / ブラッチー
ステージ2から登場。大砲のような姿。基本的に無敵だが、カービィが無敵時間中に何回もぶつかるか、マイクを用いることで倒せる。
エクストラのブラッチーは、弾丸を高速で連続して放つ。
グランク
ステージ2のみに登場。イソギンチャクのような姿。水泡を飛ばして攻撃する。
フラッパー
ステージ2のみに登場。コウモリのような姿。カービィを目がけて飛行してくる。
ブーラー / ギャスパー
ステージ2のみに登場。幽霊の姿。カービィに向けて突進する。
エクストラのギャスパーは、ブーラーよりも素早く突進し、触れると2ダメージを受ける。
ブルームハッター
ステージ2のみに登場。箒を動かしながら左右に移動する。エクストラでは動きが速くなる。
ハーリー / チャッキー
ステージ2のみに登場。ビックリ箱の中から飛び出してくる敵。
エクストラのチャッキーは、箱の中から連続で飛び出してくる。
トゥーフェイス / ミスター・ピー・アンプキン
ステージ2にのみ登場。壁に掛けられた仮面。カービィが至近距離に近づくと裏返って恐ろしい形相を見せ襲いかかる。裏返る前は攻撃が効かない。
エクストラのミスター・ピー・アンプキンはカボチャのような姿。攻撃はトゥーフェイスと同じだが触れると2ダメージを受ける。
マンビーズ / スカラー
ステージ2のみに登場。全身に包帯を巻きつけたボールのような一つ目の敵。吸い込むことができない。
エクストラのスカラーは頭蓋骨のような姿。触れると2ダメージを受ける。
スクイッシー / フロッツォ
ステージ3のみに登場。イカのような姿。空中を飛ぶ。
エクストラのフロッツォはタコのような姿。移動速度がスクイッシーよりも上がり、触れると2ダメージを受ける。
ブリッパー
ステージ3のみに登場。ゴーグルをつけた魚。水面からジャンプをする。
ウィザー / ピーザー
ステージ3のみに登場。二枚貝に守られた一つ目の敵。ビーム攻撃をしてくる。貝を閉じている間は吸い込めない。
エクストラのピーザーは一つ目のカニの姿。高速でビームを連射する。ハサミで顔を覆って吸い込みを防ぐ。
カブー / グランプルス
ステージ3のみに登場。モアイのような姿の敵。時折姿を消しながら空中を漂い、カービィが近づくと襲い掛かる。
エクストラのグランプルスはしかめっ面をした敵。壁を通り抜けて攻撃する。
コナー
ステージ3のみに登場。ヤドカリのような姿。水中と陸上の双方に出現する。
ディジー / ベニー
ステージ4のみに登場。ステージ中を浮遊している。
エクストラのベニーは触れると2ダメージを受ける。
スカーフィ
ステージ4のみに登場。ブタの頭のような姿。吸い込もうとすると形相を変えて襲い掛かり、その後に爆発する。
クークラー / ウィスカース
ステージ4のみに登場。鬼の頭のような姿。円を描くように移動する。
エクストラのウィスカースはネコの頭のような姿。動きが速く、触れると2ダメージを受ける。
サーキブル / ブーマー
ステージ4のみに登場。ブーメランを投げて攻撃する。
エクストラのブーマーもブーメランを投げるが、戻ってきたブーメランは素通りする。触れると2ダメージを受ける。
パフィー / カウカン
ステージ4のみに登場。サングラスをかけた雲のような敵。弾を撃ってくるものもいる。
エクストラのカウカンはペリカンのような姿。触れると2ダメージを受ける。
パラソル
ステージ4のみに登場。傘。ワドルディが手に持った状態などで空から降下し、手放すと空へ舞い上がる。エクストラでは敵が手放した直後に独立して襲い掛かる。

### 中ボスキャラクター
ポピーブロスSr.（ステージ1）
ポピーブロスJr.を大きくしたような姿。ジャンプしながら爆弾を投げつける。エクストラでは、カービィに向けて突進する攻撃も見せる。
ロロロ（ステージ2）
4段に分かれた通路の右端にある出入り口のいずれかから現れブロックを飛ばす。エクストラでは、ブロックの後にゴルドーを放ってくる。
クラッコ（ステージ4）
周りで4つの玉が回る目玉の敵。以降のシリーズでは「クラッコJr.」の名前で登場している。大砲の弾の発射や一般の敵キャラクターの投下を行う。エクストラでは一部の挙動が変わり、爆弾も投下するようになる。

### ボスキャラクター
ウィスピーウッズ（ステージ1）
幹に目と口が付いた樹木のボス。枝からりんごを落としたり、空気弾を吐いて攻撃する。ウィスピーウッズ自身は動かないが、体に当たると2ダメージを受ける。エクストラでは攻撃速度が速くなり、りんごの他にゴルドーも落とす。
ロロロ&ラララ（ステージ2）
4段に分かれた通路の両端にある計8つの出入り口のいずれかからロロロとラララがブロックを持って現れ、反対側の出入り口に向けて運ぶ。エクストラでは移動速度が上がる。
ロロロとラララの姿は、本作開発のハル研究所が過去に発売したアクションパズルゲーム『エッガーランド』シリーズのキャラクター「ロロ」と「ララ」に類似している。
カブーラー（ステージ3）
大砲を備え付けた飛行船のボス。このボス戦は、直前にさつまいもを取ったカービィが空中で空気弾を放って戦うシューティングゲームのような形式で行われる。大砲から弾を撃つ攻撃や突進攻撃を行う。エクストラでは攻撃速度が速くなり、カービィを追尾する弾を放つこともある。
クラッコ（ステージ4）
とげが付いた雲の中心に目玉がある姿のボス。中ボスのクラッコが変身した姿。周りにビームを発生させたり一般の敵キャラクターを出したりして攻撃する。エクストラではカービィに向かって突進する攻撃や連続して爆弾を投下する攻撃も行う。
デデデ大王（ステージ5）
今作のラストボス。体力が高い。ハンマーを振る攻撃や吸い込み攻撃を行い、時折大ジャンプをする。エクストラでは動きが速くなり、大ジャンプで着地した直後に吸い込みを行うこともある。

## 移植版
| No. | タイトル                                  | 発売日                      | 対応機種        | 開発元     | 発売元 | メディア                                      | 型式           | 備考 | 出典                |
| --- | ----------------------------------------- | --------------------------- | --------------- | ---------- | ------ | --------------------------------------------- | -------------- | ---- | ------------------- |
| 1   | 星のカービィ                              | 2000年3月1日                | ゲームボーイ    | ハル研究所 | 任天堂 | フラッシュロムカセット （ニンテンドウパワー） | -              |      |                     |
| 2   | 星のカービィ                              | 2011年6月30日 2011年6月7日  | ニンテンドー3DS | ハル研究所 | 任天堂 | ダウンロード （バーチャルコンソール）         | CTR-P-RAGJ-JPN |      | [ 1 ] [ 2 ] [ 3 ]   |
| 3   | 星のカービィ 20周年スペシャルコレクション | 2012年7月19日 2012年9月16日 | Wii             | ハル研究所 | 任天堂 | Wii専用12cm光ディスク                         |                |      | [ 7 ] [ 8 ]         |
| 4   | ゲームボーイ Nintendo Switch Online       | 2023年2月9日                | Nintendo Switch | 任天堂     | 任天堂 | ダウンロード                                  | -              |      | [ 9 ] [ 10 ] [ 11 ] |

## 開発
桜井政博は、当時主流だった高難易度のアクションゲームに対するアンチテーゼの意味を込めて本作を制作し、残機制のほかに体力制を導入するなどして初心者でも楽しめる難易度に仕上げた。その一方で、本作には、敵の能力が強化された「エクストラモード」も搭載されている。通常モードより難易度が高い。
本作は当初、『ティンクル・ポポ』のタイトルで開発が進められていた。全体的な雰囲気は製品版と同様だが、主人公は「カービィ」ではなく「ポポポ」という名前だった。その後『ティンクル・ポポ』は1992年1月下旬の発売が決まったが、そのゲーム内容を見た任天堂の宮本茂が「ちょっといじるだけで、ものすごくおもしろくなる」と語り、開発会社のハル研究所にソフトの作り直しを打診した。『ティンクル・ポポ』は当時すでに2万6000本の受注がありハル研究所内で反発もあったが、宮本の言葉を受け、発売を中止する。結果として、作り直しにはならなかったが、ROM容量が2倍になり、それに伴って、2周目のエクストラモードが追加された。同年4月27日、「カービィ」を主人公とした『星のカービィ』を任天堂から発売、結果的に全世界で500万本以上の売り上げを記録することになった。

### 美術
本作の主人公であるカービィはゲームボーイ用ソフトのプレゼンに向けたデモ版のキャラクターとして制作され、好評だったことからデザインを変えることなく製品版に起用された。
本作の開発には『メタルスレイダーグローリー』の開発過程で生まれた「ゲームメーカー」が用いられた。
このツールはツインファミコンに自社製のトラックボールを付け、さらにディスクシステムで専用開発ツールを読み込ませて作られたものであり、これによってドット絵を直接描けるようになり、さらにその絵を組み合わせて背景やキャラクターなどが作られた。
開発の段階で、本作の容量は512キロビット（64キロバイト）に収まるように設計されており、1ステージで使えるキャラクターやアイテムのドット数は256×256という制約のもとで、様々な工夫が施された。たとえば、1.5体のドット数で2体分を作れるようにするため、ワドルディとワドルドゥには共通のパーツが用いられたほか、ボスキャラクターの一人であるクラッコは一つのパーツを上下左右に反転させてくっつけて作られた。また、処理負荷を軽くするため、敵キャラクターの行動を予め作成したうえで、背景に合わせて配置するという方法がとられた。

## スタッフ
- ディレクター、チーフ・デザイナー：桜井政博
- チーフ・プログラマー：KYOHEI MIYABI
- プログラマー：SUNDAY RAIN
- GDVプログラマー：MAMMY PRECO、能登谷哲也
- デザイナー：MOGAMI KURANO
- サウンド・コンポーザー：石川淳
- スペシャル・サンクス：BUBBY、CIPHER
- スーパーバイザー：BOU NAKAJIMA（中島圭）
- プロデューサー：金井誠

## 評価
ゲーム誌『ファミコン通信』の「クロスレビュー」では、5・5・6・6の合計22点（満40点）、『ファミリーコンピュータMagazine』の読者投票による「ゲーム通信簿」での評価は23.3点（満30点）。
| 項目 | キャラクタ | 音楽 | お買得度 | 操作性 | 熱中度 | オリジナリティ | 総合 |
| 得点 | 4.5        | 3.7  | 4.0      | 3.9    | 3.5    | 3.8            | 23.3 |

## 関連作品
星のカービィ 20周年スペシャルコレクション
2012年7月19日に発売されたWii用ソフト。星のカービィシリーズの6作品のうちの1つに本作が収録されている。また、同梱のサウンドトラックに「星のカービィ:タイトル」と「GREEN GREENS」の2曲が収録されている。
大乱闘スマッシュブラザーズ for Nintendo 3DS
2014年9月13日に発売されたNintendo 3DS用ソフト。対戦ステージとして、本作を元にした「プププランド」が登場する。原作の各ステージがゲームボーイ版の色合いそのままで再現され、一定時間ごとに次のステージへ変化する。BGMはステージに合わせた原作の「星のカービィ　原曲メドレー」が流れるほか、「GREEN GREENS」をアレンジした「グリーングリーンズ Ver.2」がランダムで流れる。同シリーズの『大乱闘スマッシュブラザーズSPECIAL』にも登場し、この作品では初代ステージと同名のため、「プププランドGB」という名称に変更されている。また、「グリーングリーンズ Ver.2」は「グリーングリーンズ[for]」という名称に変更されている。